# Vyšetřování komisaře Maigreta
Vyšetřování komisaře Maigreta (v originále Les Enquêtes du commissaire Maigret) je francouzský televizní seriál, který byl natočen podle románů Georgese Simenona o komisařovi Maigretovi. V letech 1967 až 1990 bylo odvysíláno celkem 88 příběhů, z nichž prvních 18 bylo černobílých. Seriál premiérově vysílal 1. program ORTF (1967-1975) a poté Antenne 2 (1975-1990).

## Hlavní role
| Jean Richard         | komisař Maigret                                                    |
| François Cadet       | inspektor Lucas                                                    |
| Christian Rémy       | inspektor Janvier (1967-1968)                                      |
| Jean-François Devaux | inspektor Janvier (1971-1982)                                      |
| Jean-Pierre Maurin   | inspektor Janvier (1982-1990)                                      |
| André Penvern        | inspektor Castaing                                                 |
| Maurice Coussonneau  | inspektor Jourdan (1967-1968), poté inspektor Lapointe (1975-1977) |
| Jean Lanier          | policejní ředitel                                                  |
| Micheline Francey    | paní Maigretová (1968)                                             |
| Dominique Blanchar   | paní Maigretová (1970-1972)                                        |
| Annick Tanguy        | paní Maigretová (1977-1990)                                        |

## Vedlejší role
| Jean-Pierre Bacri          | Mila, Maigret et le Tueur (1978) |
| Christian Barbier          | Étienne Naud, L'Inspecteur Cadavre (1968) |
| Michel Blanc               | La Puce, Maigret et l'Indicateur (1979); Belloir, Le Pendu de Saint-Pholien (1981) |
| Patrick Bouchitey          | Jeunet, Le Pendu de Saint-Pholien (1981) |
| Patrick Bruel              | Louis, Maigret se trompe (1981) |
| Jean-Pierre Castaldi       | velký Marcel, La Folle de Maigret (1975); místní komisař, Maigret et le Fou de Bergerac (1979); Manuel Bozzi, Maigret et l'Indicateur (1979); Greuter, Une confidence de Maigret (1981); Lecoin, L'Auberge aux noyés (1989) |
| Daniel Ceccaldi            | Ernest Malik, Maigret se fâche (1972) |
| Jacques Dacqmine           | Victor Lamotte, L'Ami d'enfance de Maigret (1984) |
| Jean-Pierre Darras         | Florentin, L'Ami d'enfance de Maigret (1984) |
| Gérard Depardieu           | Mon ami Maigret (1973) |
| André Dussollier           | novinář, Maigret aux assises (1971) |
| Jacques Duby               | Duhourceau, Maigret et le Fou de Bergerac (1979); Planchon, Le Client du samedi (1985) |
| Jacques Dumesnil           | Saint-Hilaire, Maigret et l'Ambassadeur (1980) |
| André Falcon               | Germain Parendon, Maigret hésite (1975); Alain Mazeron Maigret et l'Ambassadeur (1980) |
| Michel Galabru             | Michonnet, La Nuit du carrefour (1984) |
| Daniel Gélin               | François Keller, Maigret et le Clochard (1982) |
| Roland Giraud              | Sainval, Maigret et les Témoins récalcitrants (1978) |
| Jess Hahn                  | Harry Cole, Maigret en Arizona (1981) |
| Jean-Pierre Kalfon         | Barillard, La Patience de Maigret (1984) |
| Robert Manuel              | Maigret se défend (1984); Palmari, La Patience de Maigret (1984) |
| Jacques Morel              | Guillaume Serre, Maigret et la Grande Perche (1974) |
| Georges Marchal            | Gouin, Maigret se trompe (1981) |
| Rufus                      | inspektor Fumel, Maigret et le Voleur paresseux (1988) |
| Jean Topart                | Armand Lachaume, Maigret et les Témoins récalcitrants (1978) |
| Guy Tréjan                 | Auguste Point, Maigret chez le ministre (1987) |
| Frédéric van den Driessche | Gilbert Négrel, Maigret s'amuse (1983) |
| Karin Viardová             | L'Auberge aux noyés (1989) |
| Michel Vitold              | soudce Mougin, Maigret et l'Enfant de chœur (1988) |

## Seznam dílů

### 1. řada
| Č. v seriálu | Č. v řadě | Název                         | Předloha           | Rok premiéry |
| ------------ | --------- | ----------------------------- | ------------------ | ------------ |
| 1            | 1         | Cécile est morte              | Cécile est morte   | 1967         |
| 2            | 2         | La Tête d'un homme (1. verze) | La Tête d'un homme | 1967         |

### 2. řada
| Č. v seriálu | Č. v řadě | Název                     | Předloha             | Rok premiéry |
| ------------ | --------- | ------------------------- | -------------------- | ------------ |
| 3            | 1         | Le Chien jaune (1. verze) | Le Chien jaune       | 1968         |
| 4            | 2         | Signé Picpus              | Signé Picpus         | 1968         |
| 5            | 3         | L'Inspecteur Cadavre      | L'Inspecteur Cadavre | 1968         |
| 6            | 4         | Félicie est là            | Félicie est là       | 1968         |

### 3. řada
| Č. v seriálu | Č. v řadě | Název                           | Předloha             | Rok premiéry |
| ------------ | --------- | ------------------------------- | -------------------- | ------------ |
| 7            | 1         | La Maison du juge               | La Maison du juge    | 1969         |
| 8            | 2         | L'Ombre chinoise                | L'Ombre chinoise     | 1969         |
| 9            | 3         | La Nuit du carrefour (1. verze) | La Nuit du carrefour | 1969         |

### 4. řada
| Č. v seriálu | Č. v řadě | Název               | Předloha            | Rok premiéry |
| ------------ | --------- | ------------------- | ------------------- | ------------ |
| 10           | 1         | L'Écluse N°1        | L'Écluse N°1        | 1970         |
| 11           | 2         | Maigret et son mort | Maigret et son mort | 1970         |
| 12           | 3         | Maigret             | Maigret             | 1970         |

### 5. řada
| Č. v seriálu | Č. v řadě | Název                 | Předloha              | Rok premiéry |
| ------------ | --------- | --------------------- | --------------------- | ------------ |
| 13           | 1         | Maigret à l'école     | Maigret à l'école     | 1971         |
| 14           | 2         | Maigret en vacances   | Maigret en vacances   | 1971         |
| 15           | 3         | Maigret et le Fantôme | Maigret et le Fantôme | 1971         |
| 16           | 4         | Maigret aux assises   | Maigret aux assises   | 1971         |

### 6. řada
| Č. v seriálu | Č. v řadě | Název              | Předloha           | Rok premiéry |
| ------------ | --------- | ------------------ | ------------------ | ------------ |
| 17           | 1         | Le Port des brumes | Le Port des brumes | 1972         |
| 18           | 2         | Maigret se fâche   | Maigret se fâche   | 1972         |
| 19           | 3         | Pietr le Letton    | Pietr le Letton    | 1972         |
| 20           | 4         | Maigret en meublé  | Maigret en meublé  | 1972         |

### 7. řada
| Č. v seriálu | Č. v řadě | Název                      | Předloha                   | Rok premiéry |
| ------------ | --------- | -------------------------- | -------------------------- | ------------ |
| 21           | 1         | Mon ami Maigret            | Mon ami Maigret            | 1973         |
| 22           | 2         | Maigret et l'Homme du banc | Maigret et l'Homme du banc | 1973         |
| 23           | 3         | Maigret et la Jeune Morte  | Maigret et la Jeune Morte  | 1973         |

### 8. řada
| Č. v seriálu | Č. v řadě | Název                         | Předloha                      | Rok premiéry |
| ------------ | --------- | ----------------------------- | ----------------------------- | ------------ |
| 24           | 1         | Maigret et le Corps sans tête | Maigret et le Corps sans tête | 1974         |
| 25           | 2         | Maigret et la Grande Perche   | Maigret et la Grande Perche   | 1974         |

### 9. řada
| Č. v seriálu | Č. v řadě | Název                     | Předloha                  | Rok premiéry |
| ------------ | --------- | ------------------------- | ------------------------- | ------------ |
| 26           | 1         | La Folle de Maigret       | La Folle de Maigret       | 1975         |
| 27           | 2         | La Guinguette à deux sous | La Guinguette à deux sous | 1975         |
| 28           | 3         | Maigret hésite            | Maigret hésite            | 1975         |

### 10. řada
| Č. v seriálu | Č. v řadě | Název                     | Předloha                 | Rok premiéry |
| ------------ | --------- | ------------------------- | ------------------------ | ------------ |
| 29           | 1         | Maigret a peur            | Maigret a peur           | 1976         |
| 30           | 2         | Un crime en Hollande      | Un crime en Hollande     | 1976         |
| 31           | 3         | Maigret chez les Flamands | Chez les Flamands        | 1976         |
| 32           | 4         | Les Scrupules de Maigret  | Les Scrupules de Maigret | 1976         |

### 11. řada
| Č. v seriálu | Č. v řadě | Název                            | Předloha                         | Rok premiéry |
| ------------ | --------- | -------------------------------- | -------------------------------- | ------------ |
| 33           | 1         | Maigret, Lognon et les Gangsters | Maigret, Lognon et les Gangsters | 1977         |
| 34           | 2         | Maigret et Monsieur Charles      | Maigret et Monsieur Charles      | 1977         |
| 35           | 3         | L'Amie de madame Maigret         | L'Amie de madame Maigret         | 1977         |
| 36           | 4         | Au rendez-vous des Terre-Neuvas  | Au rendez-vous des Terre-Neuvas  | 1977         |

### 12. řada
| Č. v seriálu | Č. v řadě | Název                                | Předloha                             | Rok premiéry |
| ------------ | --------- | ------------------------------------ | ------------------------------------ | ------------ |
| 37           | 1         | Maigret et le Marchand de vin        | Maigret et le Marchand de vin        | 1978         |
| 38           | 2         | Maigret et les Témoins récalcitrants | Maigret et les Témoins récalcitrants | 1978         |
| 39           | 3         | Maigret et le Tueur                  | Maigret et le Tueur                  | 1978         |
| 40           | 4         | Maigret et l'Affaire Nahour          | Maigret et l'Affaire Nahour          | 1978         |

### 13. řada
| Č. v seriálu | Č. v řadě | Název                         | Předloha                   | Rok premiéry |
| ------------ | --------- | ----------------------------- | -------------------------- | ------------ |
| 41           | 1         | Liberty Bar                   | Liberty Bar                | 1979         |
| 42           | 1         | Maigret et le Fou de Bergerac | Le Fou de Bergerac         | 1979         |
| 43           | 1         | Maigret et l'Indicateur       | Maigret et l'Indicateur    | 1979         |
| 44           | 1         | Maigret et la Dame d'Étretat  | Maigret et la Vieille Dame | 1979         |

### 14. řada
| Č. v seriálu | Č. v řadě | Název                          | Předloha                       | Rok premiéry |
| ------------ | --------- | ------------------------------ | ------------------------------ | ------------ |
| 45           | 1         | L'Affaire Saint-Fiacre         | L'Affaire Saint-Fiacre         | 1980         |
| 46           | 1         | Le Charretier de la Providence | Le Charretier de la Providence | 1980         |
| 47           | 2         | Maigret                        | Maigret                        | 1980         |
|              | 3         | Maigret et l'Ambassadeur       | Maigret et les Vieillards      | 1980         |

### 15. řada
| Č. v seriálu | Č. v řadě | Název                     | Předloha                  | Rok premiéry |
| ------------ | --------- | ------------------------- | ------------------------- | ------------ |
| 48           | 1         | Le Pendu de Saint-Pholien | Le Pendu de Saint-Pholien | 1981         |
| 49           | 2         | Maigret en Arizona        | Maigret chez le coroner   | 1981         |
| 50           | 3         | Une confidence de Maigret | Une confidence de Maigret | 1981         |
| 51           | 4         | La Danseuse du Gai-Moulin | La Danseuse du Gai-Moulin | 1981         |
| 52           | 5         | Maigret se trompe         | Maigret se trompe         | 1981         |

### 16. řada
| Č. v seriálu | Č. v řadě | Název                        | Předloha                     | Rok premiéry |
| ------------ | --------- | ---------------------------- | ---------------------------- | ------------ |
| 53           | 1         | Le Voleur de Maigret         | Le Voleur de Maigret         | 1982         |
| 54           | 2         | Maigret et l'Homme tout seul | Maigret et l'Homme tout seul | 1982         |
| 55           | 3         | Maigret et les Braves Gens   | Maigret et les Braves Gens   | 1982         |
| 56           | 4         | Maigret et le Clochard       | Maigret et le Clochard       | 1982         |

### 17. řada
| Č. v seriálu | Č. v řadě | Název                         | Předloha             | Rok premiéry |
| ------------ | --------- | ----------------------------- | -------------------- | ------------ |
| 57           | 1         | La Colère de Maigret          | La Colère de Maigret | 1983         |
| 58           | 2         | Maigret s'amuse               | Maigret s'amuse      | 1983         |
| 59           | 3         | La Tête d'un homme (2. verze) | La Tête d'un homme   | 1983         |
| 60           | 4         | Un Noël de Maigret            | Un Noël de Maigret   | 1983         |

### 18. řada
| Č. v seriálu | Č. v řadě | Název                           | Předloha                   | Rok premiéry |
| ------------ | --------- | ------------------------------- | -------------------------- | ------------ |
| 61           | 1         | L'Ami d'enfance de Maigret      | L'Ami d'enfance de Maigret | 1984         |
| 62           | 2         | Maigret se défend               | Maigret se défend          | 1984         |
| 63           | 3         | La Patience de Maigret          | La Patience de Maigret     | 1984         |
| 64           | 4         | Maigret à Vichy                 | Maigret à Vichy            | 1984         |
| 65           | 5         | La Nuit du carrefour (2e verze) | La Nuit du carrefour       | 1984         |

### 19. řada
| Č. v seriálu | Č. v řadě | Název                  | Předloha                       | Rok premiéry |
| ------------ | --------- | ---------------------- | ------------------------------ | ------------ |
| 66           | 1         | Le Client du samedi    | Maigret et le Client du samedi | 1985         |
| 67           | 2         | Le Revolver de Maigret | Le Revolver de Maigret         | 1985         |
| 68           | 3         | Maigret au Picratt's   | Maigret au Picratt's           | 1985         |

### 20. řada
| Č. v seriálu | Č. v řadě | Název                    | Předloha                 | Rok premiéry |
| ------------ | --------- | ------------------------ | ------------------------ | ------------ |
| 69           | 1         | Maigret chez le ministre | Maigret chez le ministre | 1987         |
| 70           | 2         | Un échec de Maigret      | Un échec de Maigret      | 1987         |
| 71           | 3         | Maigret voyage           | Maigret voyage           | 1987         |
| 72           | 4         | Monsieur Gallet, décédé  | Monsieur Gallet, décédé  | 1987         |
| 73           | 5         | Les Caves du Majestic    | Les Caves du Majestic    | 1987         |

### 21. řada
| Č. v seriálu | Č. v řadě | Název                                         | Předloha                            | Rok premiéry |
| ------------ | --------- | --------------------------------------------- | ----------------------------------- | ------------ |
| 74           | 1         | La Pipe de Maigret                            | La Pipe de Maigret                  | 1988         |
| 75           | 2         | Maigret et la Vieille Dame de Bayeux          | La Vieille Dame de Bayeux           | 1988         |
| 76           | 3         | Le Chien jaune (2. verze)                     | Le Chien jaune                      | 1988         |
| 77           | 4         | Le Notaire de Châteauneuf                     | Le Notaire de Châteauneuf           | 1988         |
| 78           | 5         | Maigret et le Témoignage de l'enfant de chœur | Le Témoignage de l'enfant de chœur  | 1988         |
| 79           | 6         | Maigret et l'Inspecteur malgracieux           | Maigret et l'Inspecteur malgracieux | 1988         |
| 80           | 7         | La Morte qui assassina                        | Le Client le plus obstiné du monde  | 1988         |
| 81           | 8         | Maigret et le Voleur paresseux                | Maigret et le Voleur paresseux      | 1988         |
| 82           | 9         | Maigret et l'Homme de la rue                  | L'Homme la rue                      | 1988         |

### 22. řada
| Č. v seriálu | Č. v řadě | Název                         | Předloha                      | Rok premiéry |
| ------------ | --------- | ----------------------------- | ----------------------------- | ------------ |
| 83           | 1         | Tempête sur la Manche         | Tempête sur la Manche         | 1989         |
| 84           | 2         | L'Amoureux de madame Maigret  | L'Amoureux de madame Maigret  | 1989         |
| 85           | 3         | L'Auberge aux noyés           | L'Auberge aux noyés           | 1989         |
| 86           | 4         | Jeumont, 51 minutes d'arrêt ! | Jeumont, 51 minutes d'arrêt ! | 1989         |

### 23. řada
| Č. v seriálu | Č. v řadě | Název              | Předloha           | Rok premiéry |
| ------------ | --------- | ------------------ | ------------------ | ------------ |
| 87           | 1         | Stan le tueur      | Stan le tueur      | 1990         |
| 88           | 2         | Maigret à New York | Maigret à New York | 1990         |